# Асавтамак
Асавтамак (баш. Аҫаутамаҡ) — деревня в Бураевском районе Республики Башкортостан Российской Федерации. Входит в состав Тепляковского сельсовета.

## География

### Географическое положение
Расстояние до:
- районного центра (Бураево): 30 км,
- центра сельсовета (Тепляки): 5 км,
- ближайшей ж/д станции (Янаул): 98 км.

## Население
| 2002 | 2009 | 2010 |
| ---- | ---- | ---- |
| 145  | ↘135 | ↘100 |

Согласно переписи 2002 года, преобладающие национальности — башкиры (63 %), удмурты (28 %).